# 광명 이존도 유서
광명 이존도 유서(光明 李存道 遺書)는 대한민국 경기도 광명시 소하2동, 충현박물관에 있는 조선시대의 유서이다. 2010년 3월 23일 경기도의 유형문화재 제236호로 지정되었다.

## 개요
오리 이원익 정승의 가풍을 이어 가기 위한 노력의 일단을 보여주는 자료이고, 조선시대 중부지역 사족의 가풍의 단면을 보여주는 중요한 자료이다.
이존도가 1734년-1737년에 이르는 4년에 걸쳐 작성하여 종손인 이언수에게 준것이다. 내용을 간략히 살펴보면 1. 조상에 대한 기재와 천신,시향,제수와 진설에 관한 당부 2. 주로 제사때 진설할 재수의 진설방식과 시향에 대한 당부 3. 묘사와 기제의 윤행에 관한 당부 4.수대에 걸쳐 검소를 미덕으로 지켜온 집안임을 강조하고 자신이 죽더라도 제사를 검소하게 이로 인하여 패가하는 일이 없도록 하라는 당부를 담고 있다.

## 참고 자료
- 광명 이존도 유서 - 국가유산청 국가유산포털